# كنا عائلة مولفاني (رواية)
كنا عائلة مولفاني (بالإنجليزية: We Were the Mulvaneys)‏ هي رواية للكاتبة الأمريكية جويس كارول أوتس، نشرت عام 1996، عن دار نشر داتون.